# Dragan Plamenac
Dragan Plamenac (Zagreb, 8. veljače 1895. – Ede, Nizozemska, 15. travnja 1983.), hrvatski je muzikolog i skladatelj židovskog podrijetla.
U Zagrebu je diplomirao pravo, u Beču studirao kompoziciju, u Pragu kompoziciju i klavir, a muzikologiju u Parizu i Beču. Bio je korepetitor gradske opere u Berlinu, privatni docent za muzikologiju u Zagrebu i od 1964. godine profesor muzikologije na sveučilištu u Urbani (SAD). Prvi je upozorio na vrijednost djela hrvatske renesanse i baroka te ih objavio u suvremenim izdanjima.